# George Townshend, 1:e markis Townshend
George Townshend, 1:e markis Townshend, född den 28 februari 1724, död den 14 september 1807, var en brittisk krigare och politiker, sonson till Charles Townshend, 2:e viscount Townshend, bror till finansministern Charles Townshend, far till George Townshend, 2:e markis Townshend.
Townshend deltog som kapten 1745 i fälttåget i Nederländerna och mot tronpretendenten Karl Edvard Stuart i Skottland. Han blev överstelöjtnant 1750, men avgick på grund av en konflikt med hertigen av Cumberland. Efter att denne tagit avsked 1757 blev Townshend överste och sändes 1758 till Nordamerika som brigadgeneral under James Wolfe.
Vid slaget på Abrahams slätter vid Québec i september 1759 förde Townshend vänstra flygeln och övertog, då Wolfe blev dödligt sårad under striden, högsta befälet, som han emellertid ansågs sköta klent och snart fick lämna till general Monckton.
Townshend, som 1747 invalts i underhuset, ärvde 1764 faderns viscounttitel och blev 1767 genom sin broder Charles inflytande lordlöjtnant av Irland. Därifrån återkallades han 1772 efter ständiga konflikter med irländska underhuset. Han upphöjdes till markis 1787.

## Familj
George Townshend gifte sig första gången 1751 med lady Charlotte Compton (1725–1770), dotter till James Compton, 5:e earl av Northampton. Han gifte sig andra gången 1773 med Anne Montgomery (1752–1819).
Barn:
- Lady Elizabeth Townshend (1752–1811)
- George Townshend, 2:e markis Townshend (1753–1811)
- Lord John Townshend (1757–1833), gift med Georgina Anne Poyntz
- Lady Charlotte Townshend (1776–1856), gift med George Osborne, 6:e hertig av Leeds
- Lady Harriet Townshend (1782–1848), gift med general William de Blaquiere